# Nikolaj Nikolajevič Bogoljubov
Nikolaj Nikolajevič Bogoljubov (rusko Никола́й Никола́евич Боголю́бов), ruski fizik in matematik, * 21. avgust 1909, Nižni Novgorod, Ruski imperij (sedaj Rusija), † 12. februar 1992, Moskva, Rusija.

## Življenje in delo
23. oktobra 1953 je Bogoljubov postal član Sovjetske akademije znanosti. Leta 1966 je prejel Heinemanovo nagrado za matematično fiziko, leta 1983 zlato medaljo Lavrentjeva za delo O stohastičnih procesih v dinamičnih sistemih (О стохастических процессах в динамических системах), 1984 zlato medaljo Lomonosova za pomembne dosežke na področju matematike in teoretične fizike, leta 1989 zlato medaljo Ljapunova za obsežno delo na področju stabilnosti, kritičnih pojavov in faznih prehodov v teoriji sestave delcev, leta 1992 pa je posmrtno prejel Diracovo medaljo za temeljne doprinose fiziki in matematiki. 
V statistični fiziki je bilo njegovo raziskovanje Bose-Einsteinove kondenzacije neidealnega plina zelo plodno. Pomeni temelje za teorijo supertekočnosti helija II. Poživilo je precej poznejših raziskav z metodo kvazi delcev. Pozneje je posplošil to metodo na fermione in jo uporabil pri pojavu superprevodnosti s sistematično mikroskopsko teorijo. Znamenite Bogoljubove transformacije so temelj sodobne fizike. V fiziki osnovnih delcev je bil Bogoljubov prvi, ki je podal natančen dokaz enačb nepomične kotne disperzije za pionski jedrski raztros, na podlagi krajevne kvantne teorije polja. To delo je izhajalo iz njegovega raziskovanja aksiomatske osnove relativistične kvantne teorije polja in zgradbe S matrik. 
Drugo pomembno delo je bila njegova sistematična določitev renormalizacijskih postopkov za preračune motenj S matrik. V matematiki je pomembno njegovo delo na področju nelinearne mehanike in splošne teorije dinamičnih sistemov.